# Heligmosominae
Die Heligmosominae sind eine Unterfamilie der Trichostrongyliden mit etwa 780 Arten in 127 Gattungen. Es handelt sich um Dünndarmparasiten bei Wirbeltieren.
Einzigartiges Merkmal innerhalb der Trichostrongyliden ist, dass die Fortpflanzungsorgane der Weibchen unpaarig sind. Die Unterfamilie wird in 8 Triben unterteilt:
- Cylicostrongylini Yamaguti, 1961
- Heligmosomini Travassos, 1914
- Heligmonellini Skryabin & Schikhobalova, 1952
- Herpetostrongylini Skryabin & Schulz, 1937
- Ichthyostrongylini Yamaguti, 1961
- Nicollinini Skryabin & Shultz, 1937
- Ornithostrongylini Travassos, 1937
- Viannaiini Neveu-Lemaire, 1944